# Lee Ah-jin
Lee Ah-jin (de nacimiento Choi Ah-jin) es una actriz y modelo de Corea del Sur. Conocida por sus papeles protagonistas en Surtido de Joyas (2009) y La Campana de la Muerte 2 (2010).

## Carrera
Comenzó sus actividades en el ámbito artístico en el año 2003 en un programa de televisión.
En 2008 protagonizó su primera película para televisión Get up junto a Lee Min-ho y posteriormente la película A light sleep dando vida al personaje de Yeol Lin.
En 2009 recibió un premio para jóvenes estrellas coreanas.
En 2014 fue moderadora del Torneo de Béisbol en Suwon, Gyeonggi-do"

## Filmografía
| Año  | Título       | Rol                  | notas           |
| ---- | ------------ | -------------------- | --------------- |
| 2008 | Get Up       | Chura                | versión coreana |
| 2008 | Da Capo      | personaje de reparto | versión coreana |
| 2010 | Death Bell 2 | Ji Yoon              | versión coreana |

### Series de televisión
| Año       | Título                   | Rol                                          | Red     |
| --------- | ------------------------ | -------------------------------------------- | ------- |
| 2008      | A light sleep            | Yeol Lin                                     | MBC     |
| 2008      | My Precious You          | Mi Ri                                        | KBS     |
| 2009      | Assorted Gems            | Seo Kkeut Soon                               | MBC     |
| 2010      | Kim Su-ro, The Iron King | Beo Deul                                     | MBC     |
| 2011-2012 | Vampire Prosecutor       | -                                            | OCN     |
| 2012      | Operation Proposal       | -                                            | Fuji TV |
| 2016      | Vampire Detective        | Mi So                                        | OCN     |
| 2017      | Man to Man               | -                                            | JTBC    |
| 2018      | Children of a Lesser God |                                              | OCN     |
| 2019      | Doctor John              | Madre de la Paciente con Diabetes pediátrica | SBS TV  |

## Vídeos musicales
| Año  | Título de la canción      | Artista                     | Rol                          |
| ---- | ------------------------- | --------------------------- | ---------------------------- |
| 2010 | "I need your love" MV     | PK Heman                    | Protagonista                 |
| 2013 | "U Who?" MV               | Yoo Seung-woo               | Protagonista                 |
| 2014 | "Just The Way You Are" MV | Jung Joon-young feat Younha | Protagonista (Versión joven) |

## Premios
- 2009- The 2nd Korea Junior Star Awards Movie Rookie Division[4]